# Zwingername
Zuchtnamen oder auch Zwingernamen sind von den Vereinigungen für die Zucht von Haustieren vorgegebene Namen. Zwingernamen werden vergeben für reinrassige Tiere. basieren auf dem registrierten Namen des Zwingers oder Züchters. Regeln für diese Namen werden von der Organisation aufgestellt, welche die Zuchtnamen vergibt und verwaltet. Alle Tiere aus der gleichen Zucht tragen üblicherweise das gleiche Präfix. Ausnahmen gibt es je nach Organisation z. B. für unterschiedliche Hunderassen desselben Zwingers. Ein Tier trägt seinen Zuchtnamen in der Regel zusätzlich zu einem kürzeren Rufnamen. Bekannt sind Zwingernamen insbesondere bei Hunden, Pferden und Katzen.
Neben den obligatorischen Regeln für Zuchtnamen gibt es auch verschiedene Traditionen. Diese werden nicht vorgeschrieben, von einigen Züchtern jedoch als nahezu obligatorisch oder als üblich gesehen.

## Rechtlicher Status
Die Registrierung von Zuchtnamen geschieht über Dachverbände der verschiedenen Tierarten. Rechtlich gesehen gibt es keine Einschränkung und auch kleine Verbände können Zuchtnamen vergeben. Ebenso kann derselbe Zuchtname theoretisch von unterschiedlichen Organisationen an unterschiedliche Personen vergeben werden. In der Praxis ist daher nur eine Registrierung bei den großen internationalen Dachorganisationen sinnvoll. Diese haben ausreichend Mitglieder, die an den Verband gebunden sind. Die Organisationen sorgen für einen Zuchtnamenschutz innerhalb der eigenen Organisation und ihrer Mitgliedsverbände. Nationale Tierorganisationen sind meist einem internationalen Dachverband angeschlossen. Dieser Artikel geht nur auf die größten Organisationen ein.

## Zuchtnamen von Hunden (Zwingernamen)
Hunde, die an einigen Hundesportarten oder an Hundeschaus teilnehmen sollen, müssen oft reinrassig sein. Nur reinrassige Hunde erhalten einen Stammbaum, der in einem Zuchtbuch dokumentiert wird. Um eine anerkannte Hunderasse zu züchten, muss ein Züchter Mitglied in einem Hunde-Verband sein, wie der FCI, dem Kennel Club (KC), dem American Kennel Club (AKC) oder dem Canadian Kennel Club (CKC) sein. Neben diesen einander anerkennenden Organisationen existiert als weitere große Vereinigung der United Kennel Club (UKC). 

### Fédération Cynologique Internationale (FCI)
Mitglieder eines FCI-Verbandes müssen vor der Zucht einen Zwingernamen beantragen. Er gilt für alle gezüchteten Rassen desselben Züchters. Jeder dieser Namen ist einzigartig aber darf mit einigen Einschränkungen beliebig gewählt werden. Ein FCI-Zuchtname darf 35 Zeichen (inkl. Leerzeichen) nicht überschreiten. Zwingernamen, die Hunderassen beinhalten, sind seit 2007 nicht mehr zulässig. Viele Züchter orientieren sich an ihrem eigenen Namen oder an Ortsbezeichnungen (z. B. „aus der Boverheide“). Der Phantasie sind hier aber keine Grenzen gesetzt und so finden sich neben frei erfundenen Namen (z. B. „vom schönen Abenteuerland“) auch Anspielungen auf fiktionale Orte und Personen (z. B. „of Hogwartscastle“).

### Kennel Club (KC)
Beim Kennel Club ist ein Zwingername (Kennel Name) nicht zwingend vorgeschrieben. Stattdessen wirbt der KC mit der Einzigartigkeit und der Unterscheidbarkeit eines solchen Namens. Als Richtlinie gilt, dass Zwingername zusammen mit dem Hundenamen mehr als ein Wort aber kürzer als 25 Buchstaben sein sollte. Innerhalb einer Hunderasse darf ein Zuchtname nicht wiederholt werden – die Namen gelten somit für jeweils eine Hunderasse. Zahlen und Initialen sowie allgemeine Ausdrücke rund um den Hund sind ebenso wenig erlaubt wie der Nachname des Besitzers.

### American Kennel Club (AKC)
Der amerikanischen Kennel Club hat ähnliche Voraussetzungen und begann bereits 1887 mit der Anerkennung von Zwingernamen. Dieser Name kann der Phantasie entspringen aber darf nicht mehr als 2 Worte und 15 Buchstaben haben. Bereits verwendete Namen der letzten zehn Jahre sind nicht gestattet und dürfen nicht den Namen von Rassen, AKC-Titeln, Städtenamen, Familiennamen, Firmen, berühmten Personen oder typischen ähneln oder diese enthalten. Besitzer von Tierläden sind vom Tragen eines Kennel Names der AKC ausgeschlossen.

### United Kennel Club (UKC)
Der United Kennel Club bietet keine Möglichkeit zur Registrierung von Kennel Names. In dieser Organisation lassen sich nur einzelne Würfe registrieren.

### Canadian Kennel Club (CKC)
Zur Registrierung eines Kennel Name beim CKC muss der Züchter bereits mehr als 10 Jahre reinrassige Hunde züchten. Mindestens 5 dieser gezüchteten Hunde müssen beim CKC registriert sein und es darf keine disziplinarische Maßnahme gegen den Züchter geben. Der Kennel Name darf bis zu 12 Zeichen haben. Vermieden werden sollen Asterisk, Bindestrichen, Apostrophe, Accents, das Wort Royal, Farben, häufig verwendete Wörter rund um den Hund, registrierte Namen oder phonetisch einem registrierten Kennel oder einem Mitgliedsverein ähnelnde Namen sowie Namen, die der CKC für irreleitend oder unpassend hält.

### Weitere Traditionen / Vorschriften
Zusätzlich zu den Regelungen der Dachverbände gibt es Traditionen, die sich nach Nation oder Region unterscheiden. In Frankreich "sollen" zum Beispiel alle Welpen eines Kalenderjahres Namen mit dem gleichen Anfangsbuchstaben besitzen. Andere Traditionen gehen davon aus, dass die Anfangsbuchstaben der Welpennamen einer Hündin einzeln oder wurfweise alphabetisch von A bis Z gehen.

## Zuchtnamen von Katzen (Zwingernamen)
Auch bei Katzen spricht man von Zwingernamen. 

### Zwingernamenschutz-Zentrale
Die Zwingernamenschutz-Zentrale ist ein privat geführtes Register, welches im Auftrag der teilnehmenden Katzenvereine eine Abgleichung und Registrierung der Zwingernamen tätigt. Es sind (Stand 11.2019) 75 deutsche, zwei österreichische und zwei schweizerische Vereine beteiligt. Es sind auch große Vereine dabei, wie der 1. Deutsche Edelkatzen Züchter Verband (FIFe). Der Zwingername wird auf Lebenszeit des Züchters geschützt, ist aber auch vererbbar. Beantragt der Züchter einen neuen Zwingernamen, so wird der alte stillgelegt. Zuchtgemeinschaften können einen gemeinsamen Zwingernamen beantragen. Wird die Gemeinschaft aufgelöst, wird der Zwingername stillgelegt und kann nicht von einem der Beteiligten weiter verwendet werden. Zwingernamen mit einem Rassezusatz oder dem Wort „Katze“ werden nicht eingetragen. Schimpfwörter werden ebenso wenig eingetragen wie geschützte Markennamen. Es muss angegeben werden, ob der Zwingername als Präfix oder als Suffix verwendet wird. Als Präfix wird er mit ’s abgeschlossen, als Suffix muss ein Prädikat (von, from, of usw.) vorgestellt sein, um Zwingername und Tiername eindeutig zu trennen. Der Zwingername sollte 26 Zeichen nicht überschreiten, da ab der dritten Generation im Stammbaum meist nicht mehr genügend Platz in der Ahnentafel ist, um den Namen vollständig auszuschreiben.

### Cattery-Registration.com
Cattery-Registration.com will hier das größte internationale Verzeichnis bilden und möglichst viele Vereine abdecken. Eine Registrierung ist möglich, entweder vom Züchter selbst oder über seinen Katzenverein. Gleichzeitig listet dieses Register nicht nur Namen, die direkt angemeldet werden. Ähnlich einer Suchmaschine speichert es auch bereits gefundene Namen und blockiert diese für eine zukünftige Registrierung. Dies soll der unabsichtlichen Verwendung bereits bestehender Namen und damit der Verwechslung vorbeugen. In Deutschland sind die Katzenvereine Felidae e.V., CWG und Maine Coon Cats e.V. dem Register angeschlossen.

### World Cat Federation (WCF)
Eine Registrierung über die WCF ist international möglich. Auch hier findet die Registrierung über den Züchterverband statt. Der Name wird dabei zunächst nicht von der WCF erlaubt, sondern vom Verein des Züchters. Für eine Registrierung muss der Züchter 3 Vorschläge machen. Die WCF prüft erneut. Ausgeschlossen sind Namen von Personen (außer dem eigenen) und Rassebezeichnungen. Ein Zwingername ist für 20 Jahre geschützt und kann innerhalb der WCF nicht doppelt vergeben werden. Der gesamte Name einer Katze (Vorname + Zwingername) darf 25 Zeichen nicht überschreiten. Zwingernamen sind sowohl als Präfix als auch als Suffix möglich.

### FIFe. Federation Internationale Feline
Die FIFe wurde im Jahre 1949 gegründet.
Eine Registrierung bei der FIFe ist international möglich.

## Zuchtnamen von Pferden (Zuchtstättennamen)
Pferde erhalten einen registrierten Namen über ihre Zuchtstätte. Hier spricht man von einem Zuchtstättennamen. Möglich ist eine Registrierung für Pony- und Kleinrassenpferde sowie sonstige Rassen, Kaltblutrassen und Schwere Warmblüter.